# Parmentier (métro de Paris)
Pour les articles homonymes, voir Parmentier.
Parmentier est une station de la ligne 3 du métro de Paris, située dans le 11e arrondissement de Paris.

## Situation
La station est implantée au sud du quartier de la Folie-Méricourt à sa limite administrative avec le quartier Saint-Ambroise. Elle se trouve à l'intersection de l'avenue de la République avec l'avenue Parmentier et la rue Oberkampf, les quais étant établis sous la première voie précitée, entre l'avenue Parmentier et la rue de Nemours. Orientée approximativement selon un axe est-ouest, elle s'intercale entre les stations République et Rue Saint-Maur.

## Histoire
La station est ouverte le 19 octobre 1904 avec la mise en service du premier tronçon de la ligne 3, entre les terminus provisoires Avenue de Villiers (aujourd'hui Villiers) et de Père Lachaise.
Elle doit sa dénomination à sa proximité avec l'avenue Parmentier, laquelle rend hommage à l'agronome Antoine Parmentier (1737-1813), connu pour son action de promotion en faveur de la consommation de la pomme de terre, dont il découvrit les vertus, dans l'alimentation humaine.
Dans les années 1960, les quais font l'objet d'une modernisation par la mise en place d'un carrossage métallique sur les piédroits, doté de montants horizontaux de couleur vert d'eau ainsi que de cadres publicitaires dorés, éclairés par le haut. Ce modèle d'aménagement est alors largement déployé sur le réseau en tant que moyen de rénover les stations rapidement et à moindre coût.
Les lambris métalliques du carrossage publicitaire sont repeints en blanc dans les années 1990, tandis que les garnissages en tôle sont remplacés par une structure ajourée se distinguant par son design atypique en grillage, évoquant un filet de pommes de terre. L'ensemble incorpore un aménagement culturel dédié à Antoine Parmentier ainsi qu'à l'histoire et à la culture de la pomme de terre.
Dans le cadre du programme « Renouveau du métro » de la RATP, les couloirs de la station et la salle de distribution sont rénovés à leur tour le 2 septembre 2002.
Le 1er avril 2016, la moitié des plaques nominatives sur les quais de la station sont remplacées par la RATP pour faire un poisson d'avril le temps d'une journée, comme dans douze autres stations sur le réseau. Parmentier est ainsi humoristiquement renommée « Pomme de terre », toujours en référence aux travaux d'Antoine Parmentier sur la culture de la pomme de terre.

### Fréquentation
Selon les estimations de la RATP, la station a vu entrer 3 103 492 voyageurs en 2019, ce qui la place à la 163e position sur 302 des stations de métro pour sa fréquentation,. En 2020, avec la crise du Covid-19, son trafic annuel tombe à 1 499 805 voyageurs, la reléguant alors au 176e rang, avant de remonter progressivement en 2021 avec 2 037 234 entrants comptabilisés, ce qui la place à la 175e position des stations du réseau pour sa fréquentation cette année-là.

## Service aux voyageurs

### Accès
La station dispose d'un unique accès intitulé « Avenue Parmentier », débouchant à l'angle formé par l'avenue précitée et la rue Édouard-Lockroy, au droit du no 88 bis de cette dernière. Constitué d'un escalier fixe, il est orné d'un édicule Guimard, lequel fait l'objet d'une inscription au titre des monuments historiques par l'arrêté du 29 mai 1978, protection renouvelée 12 février 2016.

Accès à la station
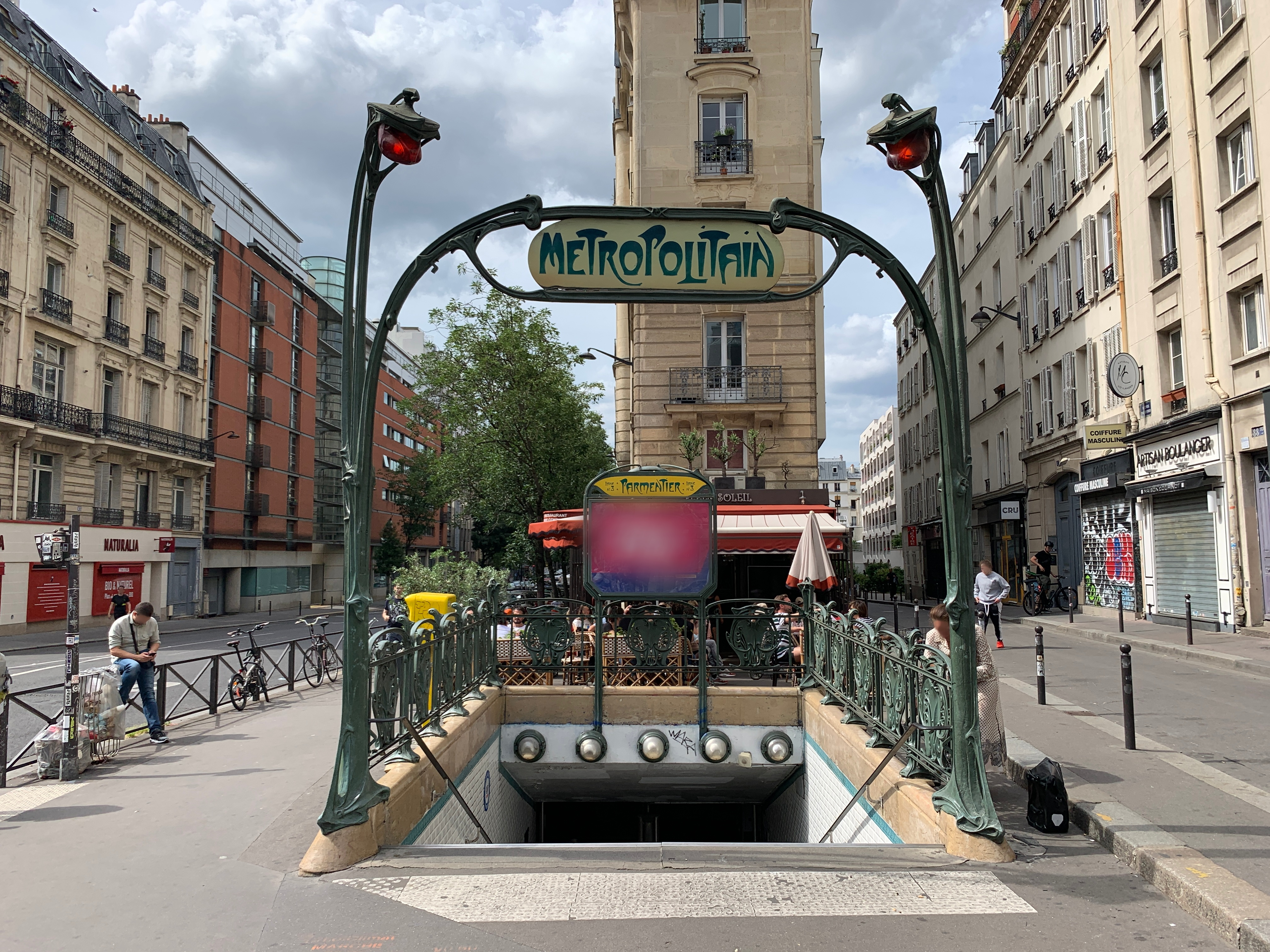
L'unique entrée de la station avec son édicule Guimard.
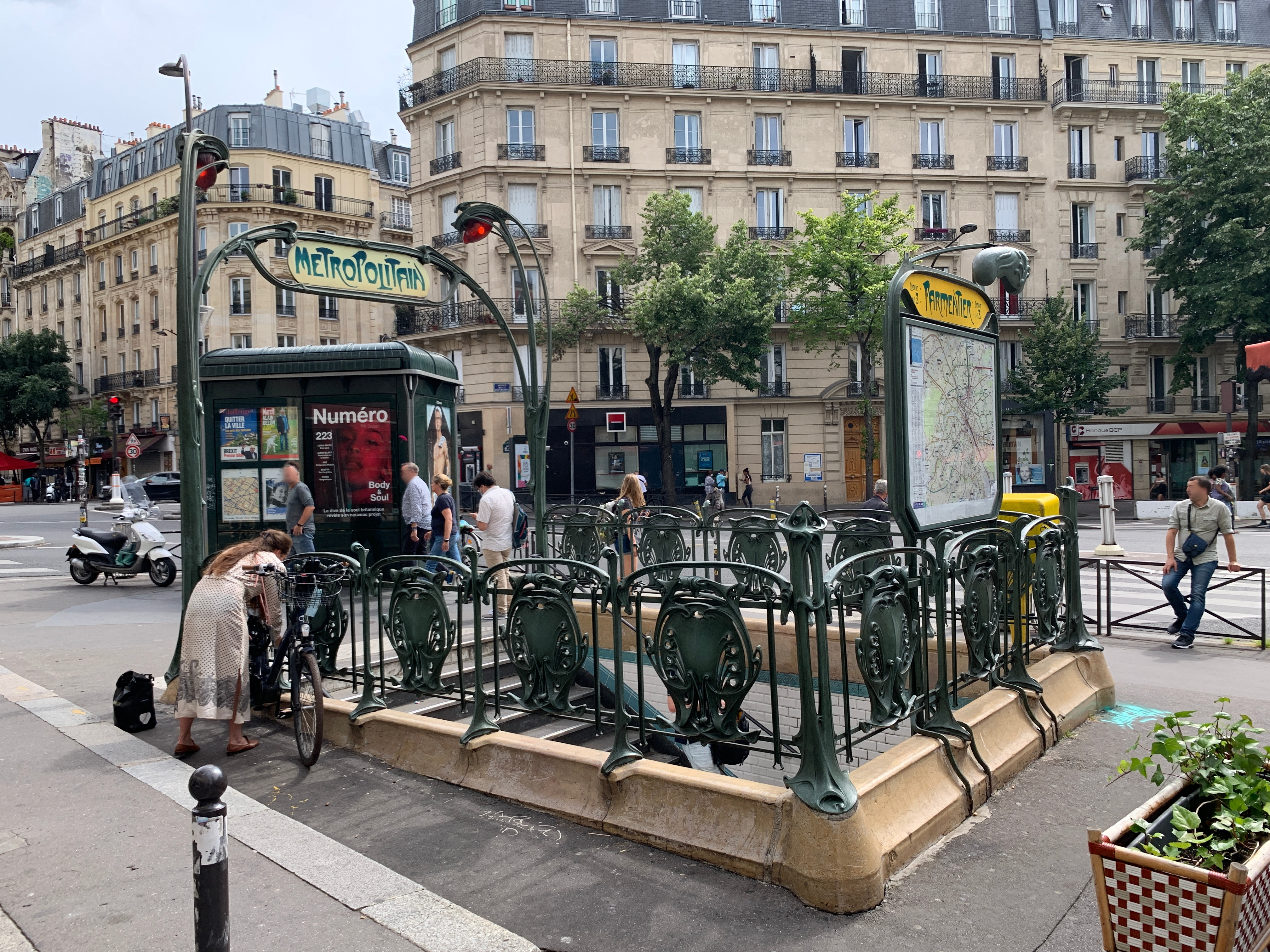
Vue arrière latérale de l'édicule d'accès.

### Quais
Parmentier est une station de configuration standard pour le métro de Paris : elle possède deux quais, d'une longueur conventionnelle de 75 mètres, séparés par les voies du métro situées au centre et la voûte est elliptique. La décoration est culturelle sur le thème de la pomme de terre : les piédroits sont revêtus d'un carrossage typique des années 1950 ayant pour particularité d'être grillagé de manière à évoquer les mailles du filet de pommes de terre, tandis qu'une statue d'Antoine Parmentier distribuant des pommes de terre est exposée dans une niche incorporée au piédroit du quai en direction de Gallieni. Sur chaque quai sont installées des vitrines présentant des objets provenant d'Amérique précolombienne. Une mosaïque représentant un plant de pommes de terre agrémente également le tympan occidental de la station, en tête du quai en direction de Pont de Levallois - Bécon.
Le carrossage publicitaire, muni de montants horizontaux blancs et de cadres publicitaires vert foncé éclairés par le haut, est également affublé d'un des panneaux thématiques présentant l'histoire de la pomme de terre ainsi que ses usages en fonction des variétés et de la qualité de la production française. Les plaques nominatives émaillées incorporées au carrossage sont parmi les dernières du réseau à indiquer le toponyme de la station en lettres capitales jaunes sur fond noir, une caractéristique initiale des stations carrossées que celle-ci ne partage plus qu'avec Falguière sur la ligne 12. L'aménagement est complété d'assises blanches d'un modèle unique évoquant un siège de tracteur. Les carreaux en céramique blancs biseautés recouvrent les piédroits, la voûte ainsi que les tympans et l'éclairage principal est assuré par des tubes indépendants.
En 2025, la station est une des cinq dernières du réseau à avoir conservé son carrossage typique des années 1960 sur les quais, avec Sentier sur la même ligne ainsi que les stations Falguière, Vaugirard et Convention sur la ligne 12.

Quais de la station
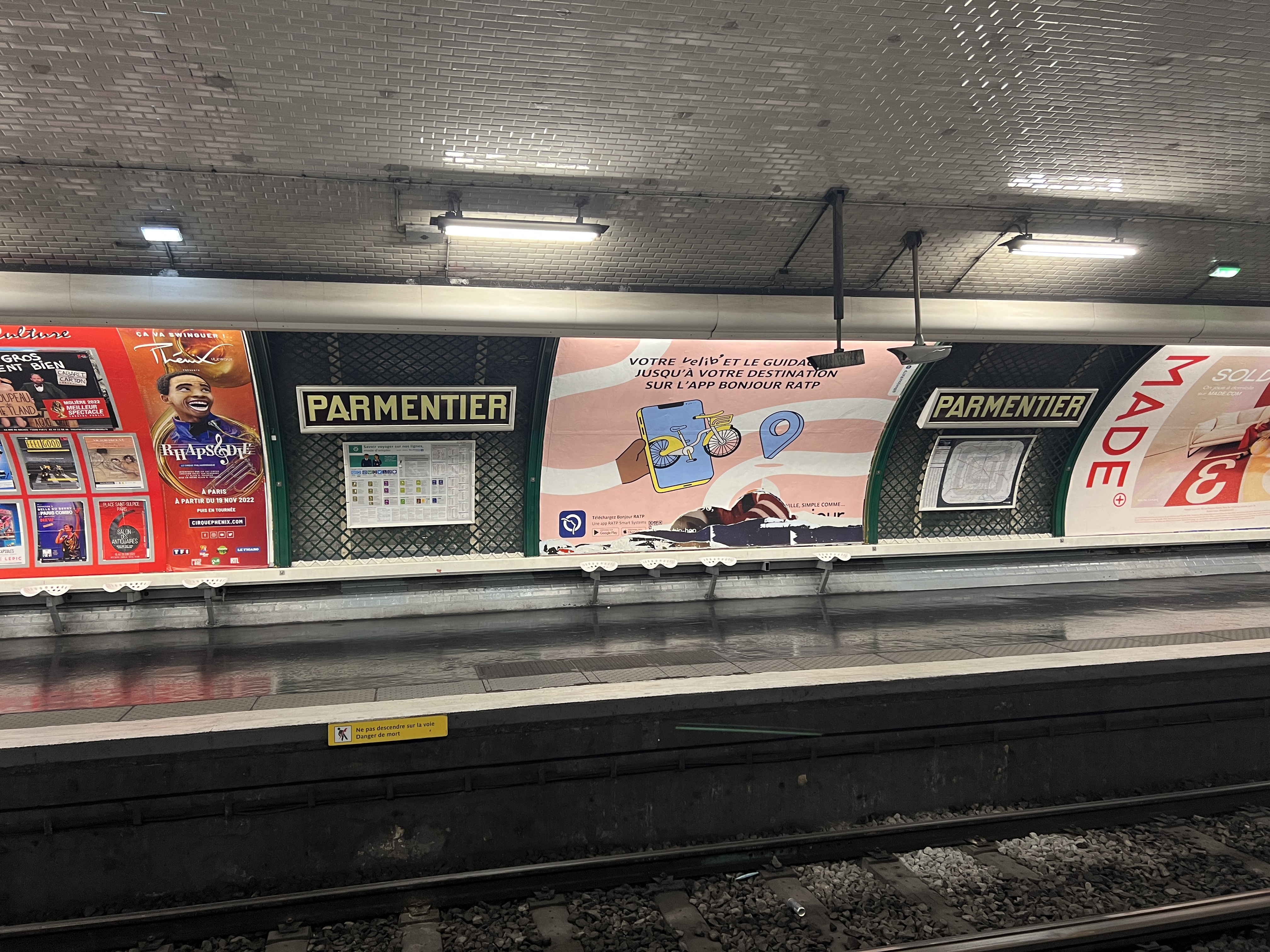
Vue transversale du quai en direction de Gallieni.
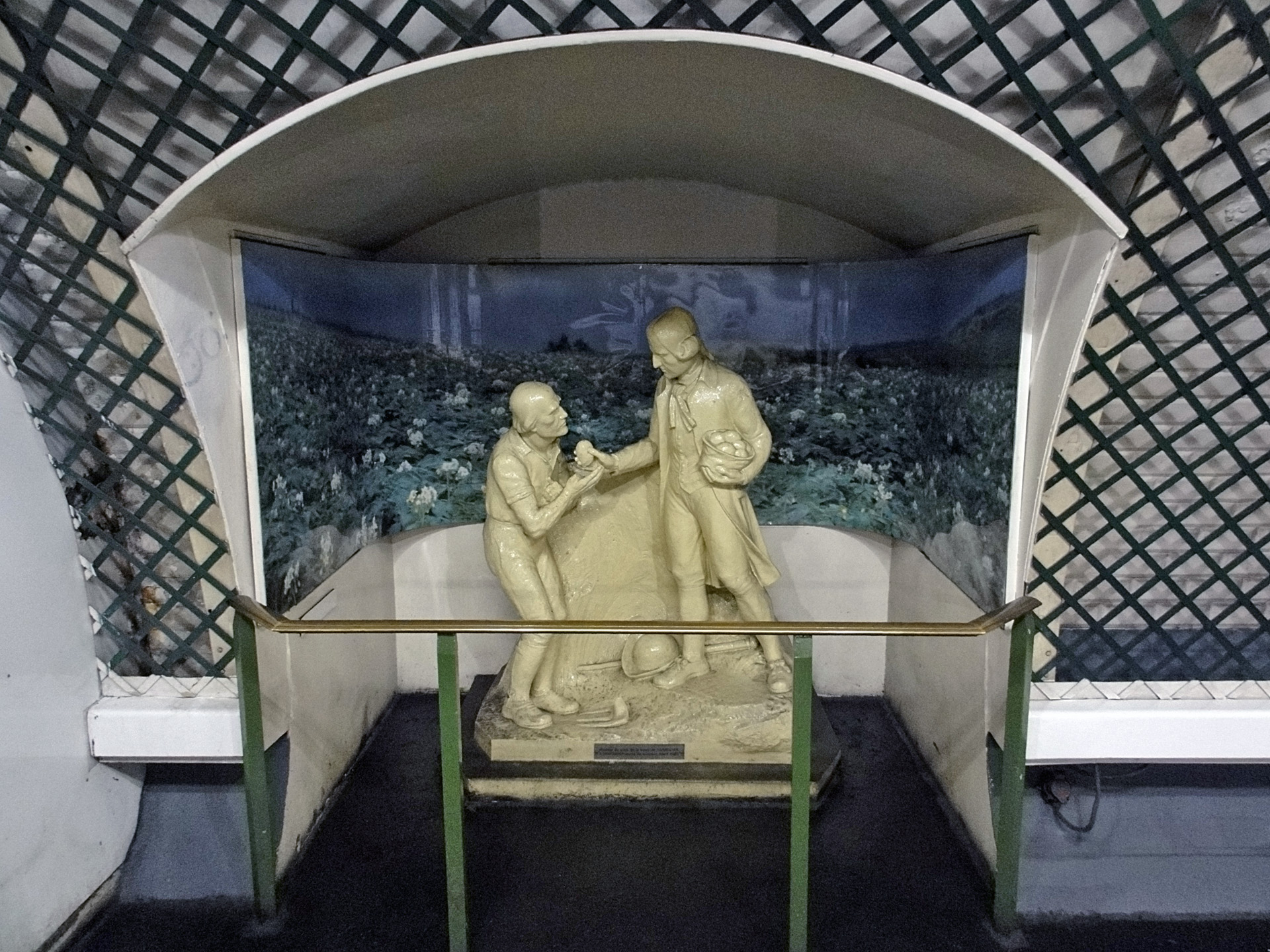
Niche exposant une statue d'Antoine Parmentier.
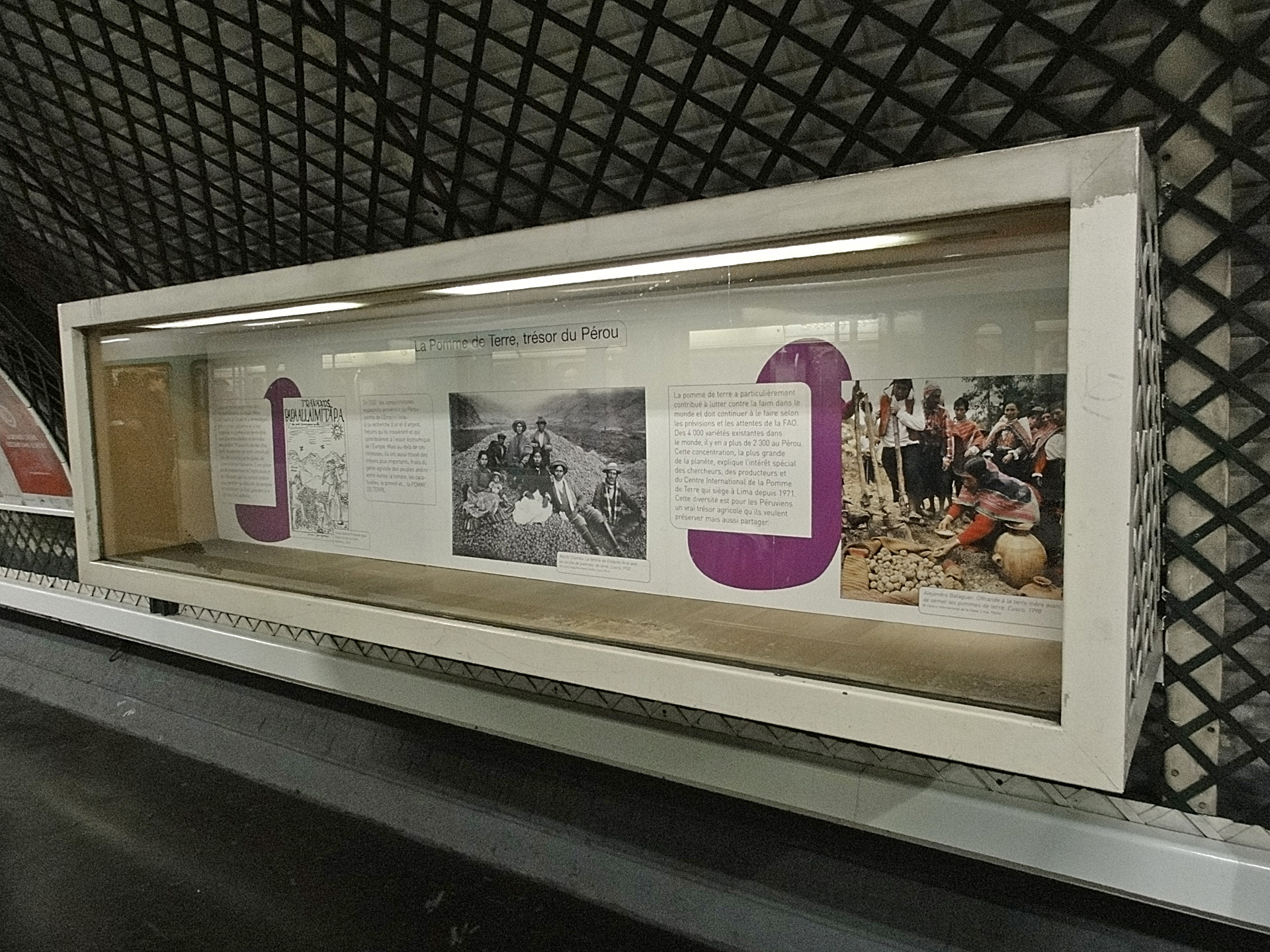
Vitrine consacrée à l'histoire de la pomme de terre.

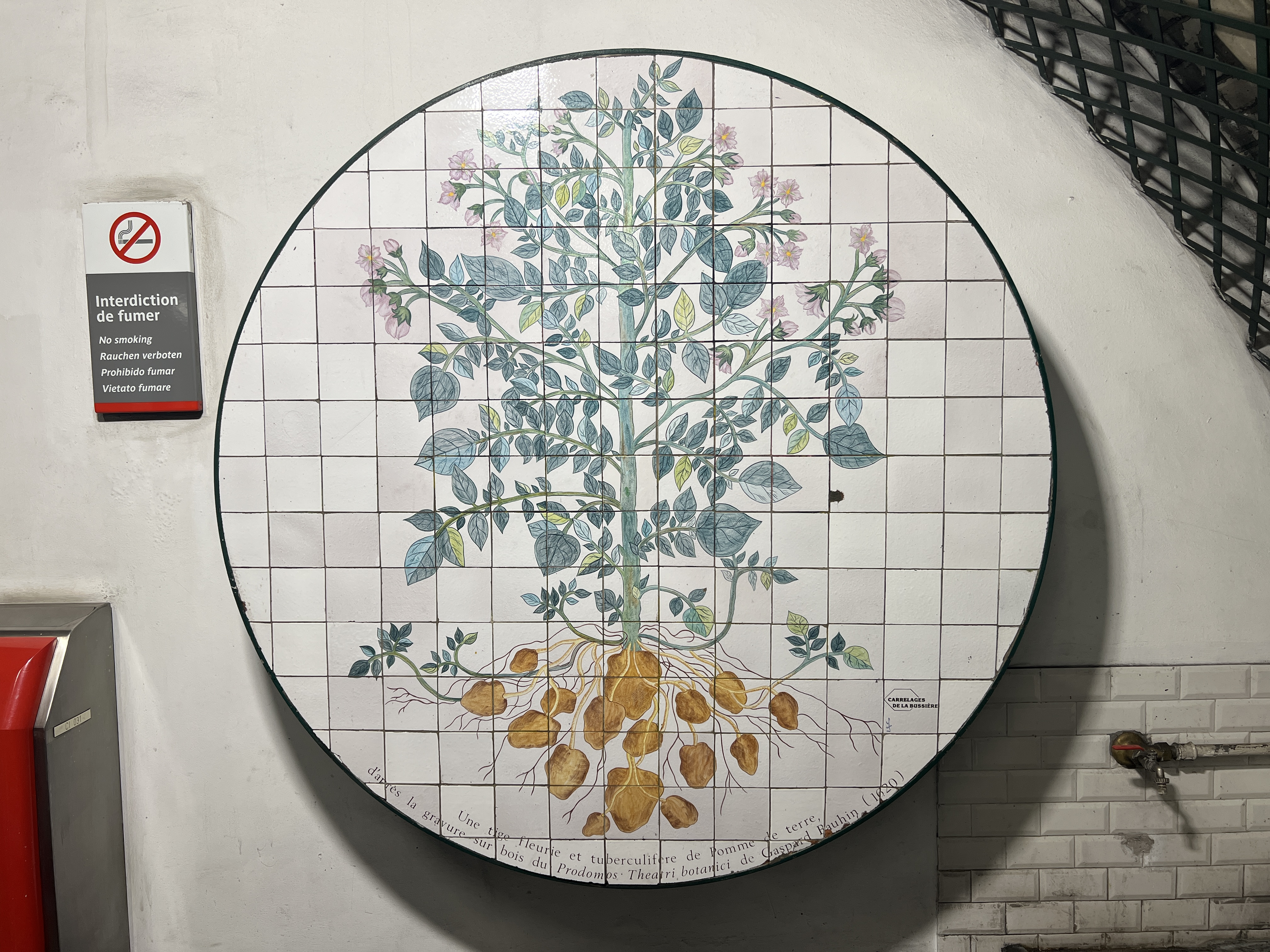
Mosaïque représentant un plant de pommes de terre.
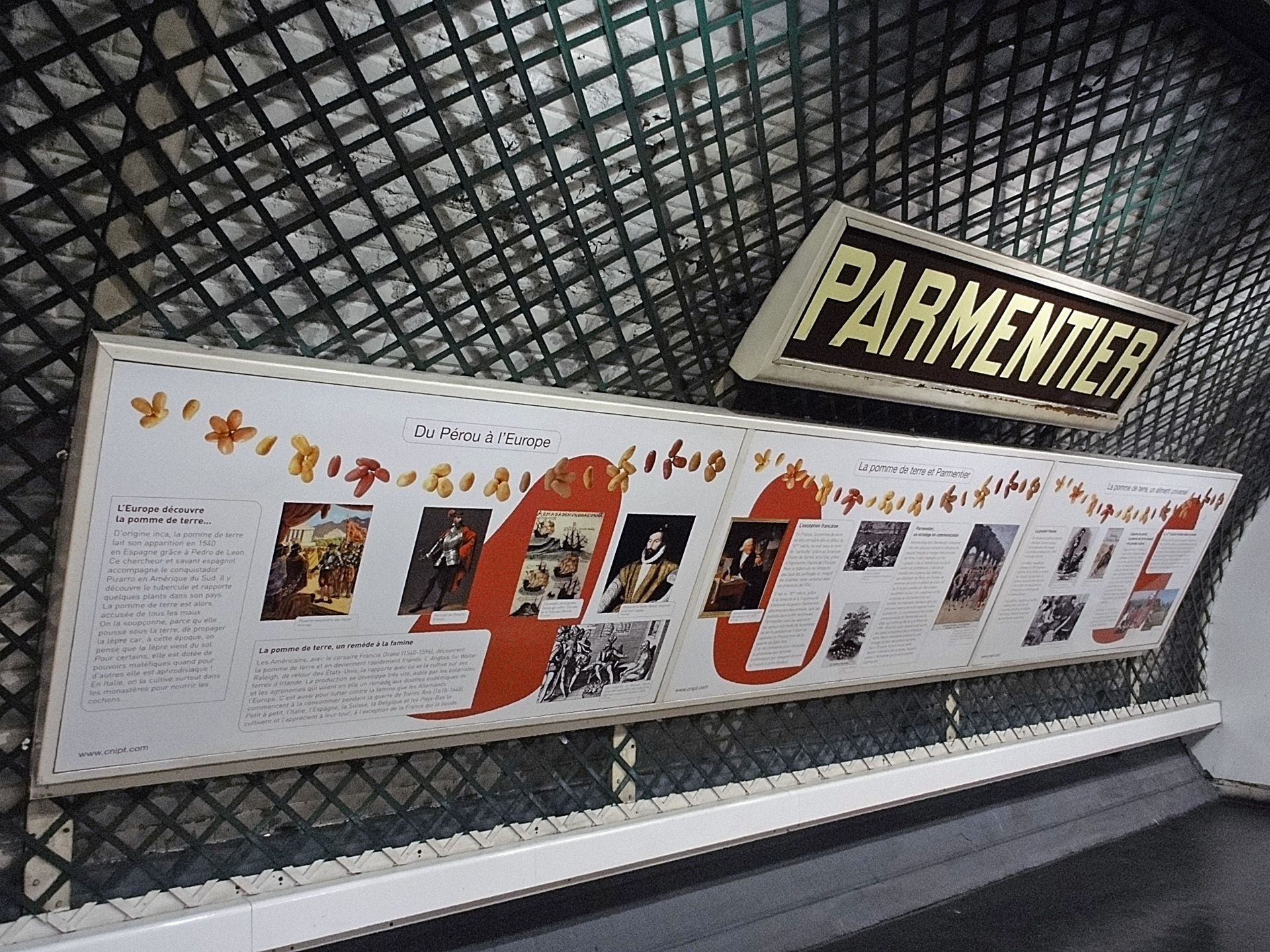
Fresque retraçant l'histoire de la pomme de terre.
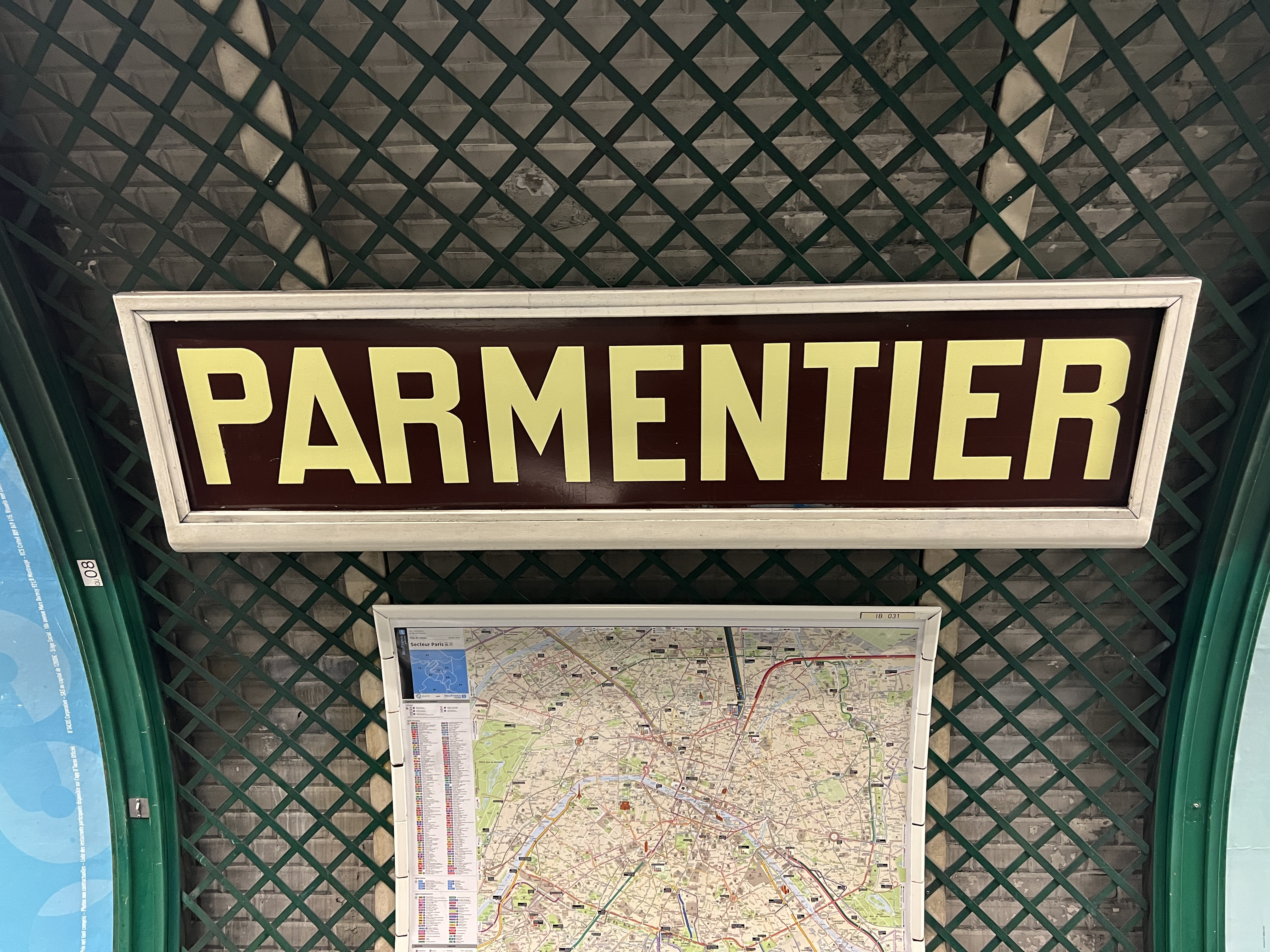
Plaque émaillée indiquant le nom de la station.

### Intermodalité
La station est desservie par les lignes de bus  20, 46 et 96 du réseau de bus RATP et, la nuit, par les lignes N12 et N23 du réseau de bus Noctilien.

## À proximité
- Rue Oberkampf (populaire et bien desservie, elle bénéficie d'une animation appréciée des Parisiens)
- Comédie des 3 bornes
- Canal Saint-Martin (en tunnel dans ce secteur)
- Jardin May-Picqueray (anciennement square du Bataclan)
- Square Dominique-Bernard (anciennement square Jules-Ferry)